# 山田三川
山田 三川（やまだ さんせん、文化元年2月20日（1804年3月31日） - 文久2年8月15日（1862年9月8日））は、江戸時代後期から幕末の儒学者。後に松前藩士、転じて安中藩士となった。
「三川」は字の一つで、他に「致遠」「四有」も名乗った。名は「飛」、諱は「載飛」「載鳴」、通称は「三郎」。

## 生涯

### 出生、幼少期
文化元年、伊勢国三重郡平尾村に山田孝純の三男として生まれる。父の孝純は三川誕生時に45歳で、村の町医者であった。
幼少期は平凡で余り目立つところがなかったが、歴史話が好きで、英雄伝の抄録が好きだったと回想している。

### 青年期
文政4年、18歳になった三川は生まれて初めて郷里を出て、文政2年から本校有造館の督学となっていた伯父・津阪東陽を頼って津に寄宿した。この時有造館の教授であった斎藤拙堂とは晩年になるまで親しく交際した。ただし三川が有造館に通った形跡はない。
伯父・東陽の長男は家業を嫌い出奔しており、東陽は甥の三川を跡継ぎにしようとしていたという。が、大望のあった三川は津藩に留まるのを良しとせず、文政8年に伯父の元を出奔し、江戸に向かった。三川の目的は昌平黌に入ることだったが、昌平黌に入るには藩士の子弟か儒官の門弟でなければ入学資格がなかった。三川は次兄が津藩士の広田氏を嗣いでいたのを頼り「藩士の子弟」の資格を得て、また古賀侗庵の私塾に入門し「儒官の門弟」の資格も確保、昌平黌への入学が認められる。古賀侗庵の塾では野田笛浦と知り合い、彼が亡くなるまで交友関係があった。昌平黌では安井息軒、塩谷宕陰と交友関係を結んだ。翌文政9年4月から8月には甲斐国に要請を受けて滞在、地元子弟の教育に励む一方、甲斐国のあちこちを旅行し、江戸に帰った後『近蜀遊草』と言う旅行記をまとめる。
文政12年の夏、初めて郷里に帰省し、70歳になった老父に久々に対面したが、伯父・東陽は三川が出奔した年に69歳で亡くなっていた。
天保2年頃、幕命により四書の注を行っている。

### 壮年期
三川が昌平黌に務めていた天保4年から毎年のように激しい凶作に見舞われるようになる（天保の飢饉）。この頃から三川は見聞きした飢饉の様子や世間の窮状を日記風に書き留めるようになった。これが『三川雑記』である。
同年12月からその後三川の人生に多大な影響を与えることになった松崎慊堂と交流するようになった。
天保6年10月3日、父・孝純が76歳で死去。そのため翌年1月まで伊勢に帰省。
天保7年、松崎は自らの推薦で三川を佐倉藩に仕官させようとしたが、なかなか色よい返事がもらえなかった。翌年、岡本花亭が松崎の了解を得て松前藩に三川を推薦、結局天保9年12月29日付で三川は禄150石5人扶持の松前藩お抱えの藩儒となった。

### 松前藩時代
ところが、三川は松前藩に「江戸在府での勤務」「外宅」という2条件を出した。やっと決まった仕官先に無茶な要望を出したのは、当時修史事業に携わっていたため遠方の任地に行くことを厭ったこと、また藩邸内に住むといろいろ面倒があると友人の野田笛浦、安積艮斎が助言したからである。この要望は受け入れられ、天保12年まで三川は江戸藩邸で勤務した。ただ、三川は対外問題に強い関心があり、対ロシアの最前線である松前藩に仕官したこと自体は嫌ではなかった。
天保10年、36歳の時に結婚。同年7月21日に時の松前藩主松前良広が病気のため弟の昌広に跡を譲った。
天保12年3月5日、三川は昌広の初めてのお国入りに従い、松前に向かった。同年の正月に昌広は藩邸に松崎慊堂、岡本花亭らを招いて三川招聘の謝礼の宴会を行っており、その後も度々慊堂に対する謝礼があったことから見て、この頃は三川と昌広の仲も良かったと思われる。
天保14年正月、表用人に任じられる。また、外国船の到来が多くなったことから松前藩に期待される役割も大きくなってきた。三川自身も弘化3年頃に択捉島に渡り実地検分を行っている。弘化4年には松浦武四郎や頼三樹三郎にも対面している。
ところが、この頃から昌広は兄・良広同様の精神病を発病し、藩政は不安定になっていく。更に昌広は女色、酒食にも溺れ、激しく散財するようになり、また家臣にも依怙贔屓をするようになっていった。藩主の凶状に耐えかねた三川は、妻子に遺言し後事を兄2人に託して覚悟の末に諫言を行ったが、逆上した昌広は逆に刀を抜いて三川を殺そうとする始末であった。
嘉永元年、讒言によって三川は松前を追放され、4月に江戸に戻ったが、6月3日に突如罷免され、藩邸からも追放されてしまった。

### 浪人時代
松前藩を追放された三川は、一時友人の羽倉簡堂の家に身を寄せ、その後松前から家族を呼び寄せて深川で浪人生活に入った。一方、発作が治まった松前昌広は三川を追放したことをひどく後悔し、同年10月頃から三川を復帰させようと工作を始めた。しかし、松前藩に於ける三川の扱いに憤慨していた三川の友人達は復帰に反対した。翌嘉永2年になると松前藩の勧誘は激化、進退窮まった三川は「湯治に行く」と言い残して更に逃亡する。「湯治」は松前藩の追っ手から逃れるための逃げ口上であり、実際は松崎慊堂の弟子の一人で水海道に住んでいた秋場桂園を頼って潜伏した。しばらくして三川は江戸から家族を呼び寄せ、水海道で私塾を開いて生活するようになった。生活は苦しかったようだが、桂園を始め地元蘭方医の五木田有積、其子絹洲らの援助により次第に交友関係が広がり、弟子も増えていった。この頃に藤田東湖、桜任三等、添川簾斎とも交遊している。
嘉永5年4月、三川は板倉勝明の要請により安中藩儒として招聘されることになった。水海道での評判を聞いた徳川斉昭が三川を知り、板倉に紹介したと言われている。

### 安中藩時代
嘉永5年4月21日、三川は碓氷郡安中（群馬県南西部）に到着、4月29日に正式に50石高で召し抱えられることになった。当初藩儒兼大目付役所詰となり、嘉永6年2月に大目付見習兼御金奉行、同年5月に格式御近習頭見習格兼軍奉行助勤兼御勝手掛、安政元年9月に領内堕胎取締役、安政2年7月に御手船製造安中物産江戸廻送取計、安政4年に郡奉行となり10石加増と累進した。松前藩時代とは異なり、「名君」と言われた板倉勝明の下で職務を全うした。
安中藩時代の一大事業は、漆園の運営で間地利用を図ったことである。当初はうまく運営されたが、「利益の四分の一を領内窮民救済のための資金とする」という案が、実際の生産者である農民に歓迎されず最終的には失敗した。しかし、その記念碑は現在も安中の新島襄旧宅に残されている。ちなみに三川が藩校で教えた子弟の一人が新島襄である。
文久2年8月15日、安中にて死去。墓所は安中の竜昌寺にある。

## 家系
- 祖父:山田節翁 - 津阪氏の出身だったが19歳の時に山田氏の婿養子となった人物で、彼も町医者であり、天明の飢饉の時に村人の救済に尽くして「平尾義人」と呼ばれた篤志家であった[22]。
  - 伯父:津阪孝綽 - 父の実家に戻り「津阪東陽」と号して津藩の儒学者となっていた。津藩に出仕してから19年もの間伊賀上野の藩校分校（崇広堂）の教師を務めるという不遇にあったが、文化4年にようやく藤堂光寛に見いだされて津の藩邸に出仕、文政2年から本校有造館の督学となっていた。[22]。
  - 父:山田孝純（ - 天保6年10月3日 享年76歳）
    - 長兄：孝純の後を嗣ぐ
    - 次兄：津藩士広田氏の養子となる[22]
    - 本人：山田三川
    - 妻：与板藩士・高橋六郎の姉・静子[9]
      - 長女：(名前未詳)　江戸生まれ
      - 長男：山田亨太 - 松前生まれ、三川の跡を嗣ぐ
        - 孫(亨太長男)：山田脩治
        - 孫の妻：萩原三圭の次女・光枝
          - 曾孫：山田三兵
          - 曾孫：佐故克己の妻・つぎ

        - 孫(亨太次男)：山田覃
        - 孫(亨太長女)：もと(元子) - 近藤家に嫁ぎ、ロサンゼルスに移住、骨董商となる。帰国後の昭和17年に『山田三川年譜』（富村登著、のち『三川雑記』(吉川弘文館)所収）を出版[17]。

      - 次女(名前未詳)　松前生まれ
      - 三女：安中藩の儒者・弓削田雪渓の妻・圭子 - 松前生まれ
        - 孫(圭子の子)：弓削田精一　朝日新聞記者、緒方竹虎、風見章の同僚、夏目漱石の朝日入社に尽力した[23]

      - 四女：(名前未詳)　水海道生まれ、夭折
      - 次男：(名前未詳)　安中生まれ
      - 五女：(池田とみ)　安中生まれ

## 著作
- 『三川雑記』富村登校訂、吉川弘文館 1972年（昭和47年）7月
- 『想古録　近世人物逸話集』全2巻、小出昌洋編、平凡社〈東洋文庫〉1998年

(1) ISBN 978-4582806328、(2) ISBN 978-4582806342